# Shovelware
Le terme anglais shovelware, contraction de shovel software (litt. « logiciels fournis à la pelle »), est un néologisme péjoratif qui désigne :
- des logiciels, généralement du domaine public, ou des jeux ayant subi des modifications mineures, servant à remplir l'espace restant sur un CD-ROM commercial (pratique courante dans les années 1990)[1],[2] (on parle alors de « shovelware CD-ROMs ») ;
- des logiciels commerciaux, adaptés de façon très sommaire d'une plate-forme informatique à une autre, ou d'une version à une autre, sans se soucier de la qualité du résultat final[3], pourvu qu'ils soient disponibles d'année en année.

Des synonymes anglais de shovelware sont crapware et garbageware.

## Utilisation du terme
En 2003, l'informaticien Jean-Louis Gassée (ancien dirigeant chez Apple, par la suite fondateur de BeOS) employait, à propos de ce genre de logiciels, le terme hybride franglais de « truelleware ».
Certaines sociétés du monde du logiciel sont accusées de recourir à des pratiques de ce genre, qui leur permettent de maintenir ou d'augmenter leurs marges pour un coût minime ; Electronic Arts est notamment cité, parmi d'autres, comme Microsoft.